# Krasnoturyinsk

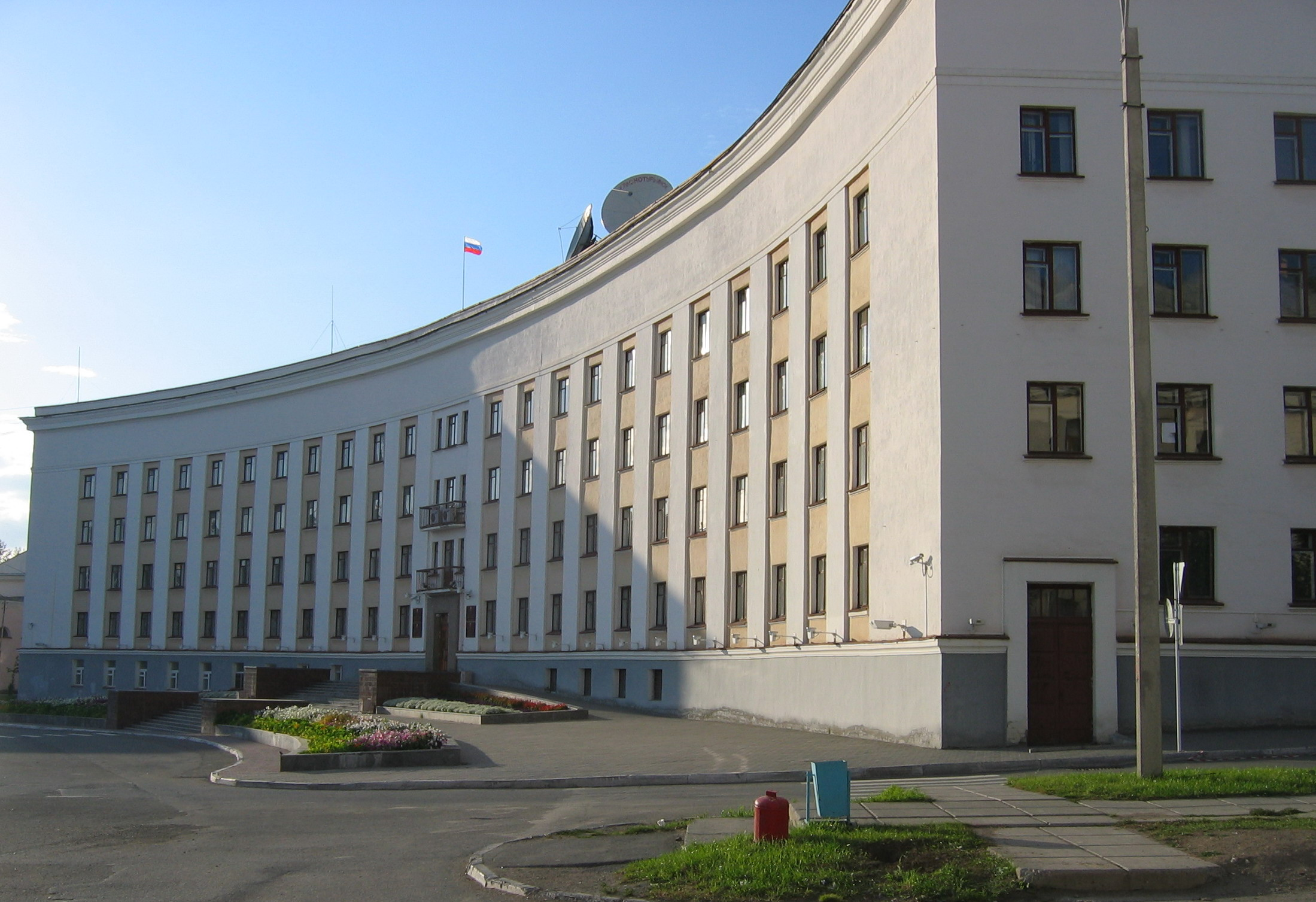
Trụ sở hành chính của thành phố

Krasnoturyinsk (tiếng Nga: Краснотурьинск) là một thành phố Nga. Thành phố này thuộc chủ thể Sverdlovsk Oblast. Dân số: 59.633 (Điều tra dân số 2010); 64.878 (Điều tra dân số 2002); 67.324 (Điều tra dân số năm 1989).